# Melayro Bogarde
Melayro Chakewno Jalaino Bogarde (Rotterdam, 28 mei 2002) is een Nederlands voetballer die doorgaans speelt als centrale verdediger. In juli 2024 verruilde hij 1899 Hoffenheim voor LASK. Lamare Bogarde is zijn broer en oud-voetballer Winston Bogarde is zijn oom.

## Clubcarrière
Bogarde speelde in de jeugd van Swift Boys, alvorens hij in 2009 in de opleiding van Feyenoord terechtkwam. Na negen seizoenen bij die club vertrok hij naar 1899 Hoffenheim. Op 30 mei 2020 maakte de verdediger zijn officiële debuut voor Hoffenheim. Op bezoek bij Mainz 05 mocht Bogarde van coach Alfred Schreuder in de basis beginnen. Hij zag Ihlas Bebou twee minuten voor rust het enige doelpunt van de wedstrijd maken. Schreuder haalde Bogarde in de rust naar de kant ten faveure van Kevin Akpoguma omdat hij al een gele kaart had en dicht bij een tweede zat. Door dit debuut werd Bogarde met 18 jaar en 2 dagen de jongste Nederlander ooit in de Duitse Bundesliga. Medio 2021 verlengde Bogarde zijn verbintenis bij Hoffenheim tot en met het seizoen 2023/24.
In de eerste helft van het seizoen 2021/22 speelde Bogarde geen competitiewedstrijden voor Hoffenheim, waarop hij voor een halfjaar verhuurd werd aan FC Groningen. In Groningen speelde hij acht officiële wedstrijden en na zijn terugkeer werd hij opnieuw verhuurd aan een Nederlandse club, nu aan degradant PEC Zwolle. Bogarde speelde tijdens het seizoen 2023/24 slechts voor het tweede elftal van Hoffenheim en verkaste daarna transfervrij naar LASK. Bij de Oostenrijkse club zette hij zijn handtekening onder een verbintenis voor de duur van vier seizoenen.

## Clubstatistieken
| Seizoen | Club            | Competitie     | Competitie | Competitie | Beker | Beker | Internationaal | Internationaal | Totaal | Totaal |
| Seizoen | Club            | Competitie     | Wed.       | Dlp.       | Wed.  | Dlp.  | Wed.           | Dlp.           | Wed.   | Dlp.   |
| ------- | --------------- | -------------- | ---------- | ---------- | ----- | ----- | -------------- | -------------- | ------ | ------ |
| 2019/20 | 1899 Hoffenheim | Bundesliga     | 2          | 0          | 0     | 0     | —              | —              | 2      | 0      |
| 2020/21 | 1899 Hoffenheim | Bundesliga     | 9          | 0          | 1     | 0     | 4              | 0              | 14     | 0      |
| 2021/22 | 1899 Hoffenheim | Bundesliga     | 0          | 0          | 1     | 0     | —              | —              | 1      | 0      |
| 2021/22 | → FC Groningen  | Eredivisie     | 7          | 0          | 1     | 0     | —              | —              | 8      | 0      |
| 2022/23 | → PEC Zwolle    | Eerste divisie | 10         | 0          | 2     | 0     | —              | —              | 12     | 0      |
| 2023/24 | 1899 Hoffenheim | Bundesliga     | 0          | 0          | 0     | 0     | —              | —              | 0      | 0      |
| 2024/25 | LASK            | Bundesliga     | 0          | 0          | 0     | 0     | 0              | 0              | 0      | 0      |
| Totaal  | Totaal          | Totaal         | 28         | 0          | 5     | 0     | 4              | 0              | 37     | 0      |

Bijgewerkt op 22 juli 2024.

## Interlandcarrière
Bogarde is Nederlands jeugdinternational. Met Nederland –17 won hij het EK –17 in 2019. Hij speelde alle wedstrijden en werd opgenomen in het team van het toernooi. Op het WK –17 in 2019 werd hij met Nederland vierde.